# Gerard II (arcybiskup Bremy)

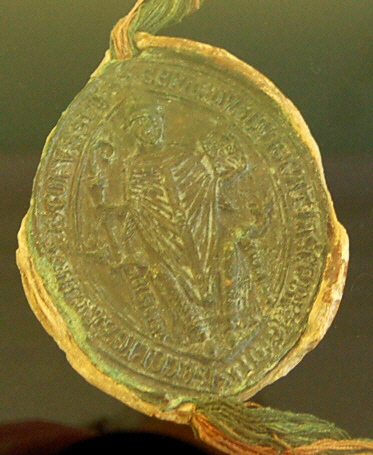
Pieczęć arcybiskupa Gerarda z Lippe

Gerard II, niem. Gerhard II. zur Lippe (zm. 27 lub 28 lipca 1258 r. w Bremervörde) – arcybiskup Bremy od 1219 r.

## Życiorys
Gerard II był synem Bernarda II z Lippe oraz Jadwigi z Are. Pełnił funkcję kanonika katedralnego w Paderborn, gdy 1 września 1219 r. został wybrany na arcybiskupa Bremy. W odróżnieniu o swych poprzedników nie posługiwał się tytułem arcybiskupa Hamburga, który zastąpił tytułami arcybiskupa Bremy i biskupa Hamburga – długi spór pomiędzy kapitułami w tych miastach został zakończony papieskim orzeczeniem z 1224 r. Tytuł arcybiskupstwa odebrano Hamburgowi z uwagi na fakt, iż papież uznał za zakończone dzieło misyjne na Północy, do którego arcybiskupstwo zostało powołane. Tym samym Gerard stracił też podstawy prawne do zwierzchnictwa nad kościołem w Inflantach, choć nadal o nie się ubiegał. 
Wkrótce po uzyskaniu urzędu Gerard pozyskał od palatyna reńskiego obietnicę przekazania arcybiskupstwu hrabstwa Stade. Musiał jednak ustąpić w konflikcie z mieszczaństwem Bremy o cła na handel na rzece Wezerze. Gerard był aktywnym członkiem koalicji książąt północnoniemieckich walczących przeciwko królowi Danii Waldemarowi II – zwycięstwa wojsk koalicji z udziałem Gerarda w bitwie pod Mölln w 1225 r. oraz w bitwie pod Bornhöved w 1227 r. powstrzymały duńską ekspansję w tym rejonie. Przy tej okazji Gerard poszerzył granice arcybiskupich posiadłości o Dithmarschen. Następnie zdecydował się poskromić chłopów z regionu Stade, odmawiających płacenia dziesięciny. Pierwsza próba podjęta w 1229 r. zakończyła się niepowodzeniem (zginął m.in. brat arcybiskupa Herman). Rok później synod bremeński ogłosił przeciwników heretykami i Gerard zorganizował przeciwko nim krucjatę, na którą otrzymał papieską zgodę w 1232 r. Chłopi odpierali kolejne ataki, aż do klęski, którą ponieśli w 1234 r. Umocnienie pozycji Gerarda pozwoliło mu na podporządkowanie sobie także Bremy w 1247 r.